# Le Roi des rois (film, 1927)
Pour les articles homonymes, voir Le Roi des rois.
Série
Les Dix Commandements
(1923) Le Signe de la croix
(1932)
Pour plus de détails, voir Fiche technique et Distribution.
Le Roi des rois (The King of Kings) est un film muet américain réalisé par Cecil B. DeMille, sorti en 1927. Il s'agit du deuxième volet de la trilogie biblique de DeMille. Le précédent est Dix Commandements (1923) et le dernier est Le Signe de la croix (1932).

## Synopsis
Le film est une mise en images de versets bibliques évoquant la vie de Jésus-Christ : son enfance, la résurrection de Lazare, la Cène, la Passion, la Résurrection de Jésus.

## Fiche technique
- Titre : Le Roi des rois
- Titre original : The King of Kings
- Réalisation : Cecil B. DeMille, assisté d'Arthur Rosson et Frank Urson
- Scénario : Jeanie Macpherson
- Production : Cecil B. DeMille
- Musique : Hugo Riesenfeld
- Photographie : J. Peverell Marley (non crédité)
- Directeur artistique : Mitchell Leisen (non crédité)
- Décors de plateau : Dan Sayre Groesback, Anton Grot, Julian Harrison et Edward C. Jewell
- Costumes : Adrian, Earl Luick et Gwen Wakeling (non crédités)
- Pays d'origine :  États-Unis
- Genre : Biographie historique
- Durée : 115 minutes
- Dates de sortie : 
  - États-Unis : 19 avril 1927 (première mondiale à New York)
  - États-Unis : 18 mai 1927 (première à Los Angeles)

## Distribution
- H. B. Warner : Jésus-Christ
- Dorothy Cumming : Marie de Nazareth, la mère
- Ernest Torrence : Pierre
- Joseph Schildkraut : Judas Iscariote
- James Neill : Jacques
- Joseph Striker : Jean
- Robert Edeson : Matthieu
- Sidney D'Albrook : Thomas
- David Imboden : André
- Charles Belcher : Philippe
- Clayton Packard : Barthélemy
- Robert Ellsworth : Simon le Zélote
- Charles Requa : Jacques le Mineur
- John T. Prince : Thaddée
- Jacqueline Logan : Marie Madeleine
- Rudolph Schildkraut : Caïphe, Grand prêtre d'Israël
- Sam De Grasse : un pharisien
- Casson Ferguson : Scribe
- Victor Varconi : Ponce Pilate, gouverneur de Judée
- Majel Coleman : Claudia Procula, femme de Pilate
- Montagu Love : Centurion romain
- William Boyd : Simon de Cyrène
- May Robson : Mère de Gestas
- Otto Lederer : Eber, un pharisien
- Noble Johnson : Conducteur de char
- Lionel Belmore : Noble romain
- Theodore Kosloff : Malchus (serviteur de Caïphe)
- George Siegmann : Barabbas
- Clarence Burton : Dismas
- Bryant Washburn : Jeune romain
- André Cheron : Riche marchand

Rôles non crédités
- Ed Brady : assistant du caïphe
- Edythe Chapman : rôle indéterminé
- Tom London : soldat romain
- Lal Chand Mehra : rôle indéterminé
- Ayn Rand : rôle indéterminé
- Hedwiga Reicher : rôle indéterminé

## Production
Le film comporte deux séquences en Technicolor bichrome, utilisant le procédé inventé par Herbert Kalmus : la scène du début et celle de la résurrection à la fin. Certaines scènes (flambeaux pendant la Passion) utilisent la colorisation (partielle), inventée par Max Handschiegl en 1916 pour le film Jeanne d'Arc (Joan the Woman).
Les rues de Jérusalem ont été reproduites dans le DeMille Studio à Culver City.
Six consultants techniques, de diverses confessions, ont été embauché sur le film, dont le prêtre jésuite Daniel A. Lord, futur co-rédacteur du code Hays.